# ロベルト・ヴィセンティーニ
ロベルト・ヴィセンティーニ（Roberto Visentini、1957年6月2日 - ）は、イタリア・ガルドーネ・リヴィエーラ出身の元自転車競技選手。

## 経歴

### ジロ・デ・イタリア総合優勝までの歩み
1975年に開催された、ジュニア世界選手権・個人ロードレースの初代チャンピオン。1978年にプロ転向。1980年のブエルタ・ア・エスパーニャで区間2勝、1983年のティレーノ～アドリアティコ総合優勝、1983年、1984年のジロ・デ・イタリアで各区間1勝等の実績を挙げる。
選手生活のハイライトは、1986年に行われたジロ。前年のツール・ド・フランスで総合2位となったグレッグ・レモンが、ジロとツールのダブル制覇をもくろんで出場した他、フランチェスコ・モゼールやジュゼッペ・サローニらが虎視眈々と上位をうかがっていたが、第16ステージでサローニからマリア・ローザを奪い取るや、そのまま押し切って総合優勝を飾った。しかし翌年のジロが、ヴィセンティーニの今後の選手生活をも大きく変えてしまうことになる。

### ステファン・ロッシュとの確執
この年のジロでは、カレラチームのチームメイトであるステファン・ロッシュと序盤からマリア・ローザの争奪戦を繰り広げていたが、第13ステージにおいてロッシュからマリア・ローザを奪い取った時点で、連覇が見えたかに思われた。ところが、ロッシュはその後のステージにおいて、クライマーの力を借りながら、ヴィセンティーニにアタックを仕掛け、第15ステージで再びマリア・ローザを奪い返した。またカレラチーム側も、この時点でロッシュへのサポートを指示した。ところが、ジロ連覇への意欲を燃やすヴィセンティーニは単独アタックを試みた。しかしそのアタックは失敗に終わり、結局途中棄権せざるを得なくなった。ちなみにこの年のジロはロッシュが制したが、ロッシュは続くツール、世界選も制覇し、史上2人目のトリプルクラウンを達成することになる。

### その後振るわず
1987年のシーズン終了後、ロッシュはカレラを離れ、フランスのファゴールチームへと移籍。ヴィセンティーニが改めてカレラのリーダーとなったが、その後全く成績が振るわず、翌1989年には移籍を余儀なくされた。しかもその後もこれといった戦績を残せず、1990年に引退した。

### カラーパンツの先駆者
自他共に認める伊達男であり、レースの際にはカスクを被らず長髪をたなびかせて走るのがトレードマークであったが、そんなヴィセンティーニにとって我慢できなかったのが野暮なレーサーパンツであった。 現在では多色刷りのレーサーパンツが当たり前になっているが、80年代までは黒無地という規定があり、すべての選手が同じようなレーサーパンツを着用していた。 ある時ビセンティーニはこの規定を無視して色付きのレーサーパンツを着用してレースに出場。当然罰金の処分が下されたが、実力者のヴィセンティーニが公然と反旗を翻したことで同調する選手も増え規定も形骸化し、撤廃されるにいたった。 規定を無視したカラーコーディネイトパンツや特注デザインのジャージといえばチポリーニが代表格であるが、ヴィセンティーニが元祖である。